# Archivio Storico Olivetti
L'Archivio Storico Olivetti è l'archivio aziendale dell'azienda italiana Olivetti. Fu fondato nel 1986 dall'allora segretario generale dell'azienda Paolo Mancinelli in collaborazione con la Fondazione Adriano Olivetti, ma la sua effettiva costituzione risale agli anni 1987-1994, quando fu sviluppato sotto la direzione scientifica di Giovanni Maggia, segretario generale della Fondazione.
Il 12 marzo 1998, dopo aver raccolto diversi fondi e depositi di persone legate a vario titolo all'azienda, l'archivio divenne un soggetto indipendente in seguito alla fondazione dell'Associazione per l'Archivio Storico Olivetti. Nell'ottobre 1998 l'archivio e i suoi fondi documentari furono riconosciuti di notevole interesse storico dalla Soprintendenza archivistica per il Piemonte e la Valle d'Aosta.
Il patrimonio dell'archivio è costituito da documenti, lettere, libri, giornali (come il Giornale di fabbrica Olivetti), riviste, manifesti, disegni, fotografie, audiovisivi, prodotti, modellini e plastici.
Il materiale è distribuito nei fondi: Olivetti, Audioteca, Biblioteca, Cinevideoteca, Documentazione, Eidoteca, Emeroteca, Fototeca, Oggetti.